# بالكانلوالعليا (شهرستانة)
بالكانلوالعليا (بالإنجليزية: Palkanlu-ye Olya)‏ هي مستوطنة تقع في إيران في قسم شهرستانة الريفي. يقدر عدد سكانها بـ 408 نسمة .